# O falie în timp
O falie în timp: pagini de anticipație românească este o antologie de povestiri științifico-fantastic adunate de Ion Hobana. A apărut la Editura Eminescu în 1976. Titlul colecției este dat de povestirea omonimă scrisă de Mircea Opriță.

## Cuprins
- Alexandru Macedonski - Oceania-Pacific-Dreadnought[2]
- Victor Eftimiu - Un asasinat patriotic
- Tudor Arghezi - În preistoric
- Felix Aderca - Pastorală
- Victor Papilian - Groază
- Oscar Lemnaru - Triumful lui Crookes
- Mihu Dragomir - Reversul domnului Valdemar
- Horia Aramă - Pianul preparat
- Voicu Bugariu - Discutând despre mesaj
- Vladimir Colin - Giovanna și îngerul
- Constantin Cubleșan - Săgețile Dianei
- Dorel Dorian - Arheo Vlastia
- Cecilia Dudu - Corsarul
- Ion Hobana - „...un fel de spațiu”
- Eduard Jurist - Inspectorul Bott intră în acțiune
- Victor Kernbach - Paradoxul dublurii
- Mircea Opriță - O falie în timp
- Adrian Rogoz - Alambai sau arcanele artei
- Georgina Viorica Rogoz - Oceanul cu triluri
- Gheorghe Săsărman - Dulceața de cireșe amare[3]